# La Tembladera
La Tembladera – obszar podmokły o powierzchni 1471 hektarów, położony w prowincji El Oro, w Ekwadorze. Jest on siedliskiem dla wielu zagrożonych wyginięciem i endemicznych gatunków ptaków. 6 grudnia 2011 roku obszar został objęty ochroną w ramach konwencji ramsarskiej.

## Charakterystyka
La Tembladera stanowi rozległy obszar podmokły o łącznej powierzchni 1471 hektarów, na który składają liczne jeziora, stawy i sadzawki połączone ze sobą systemem kanałów i podziemnych przepływów. Znajdują się one na wysokości ok. 12–18 m n.p.m. Jeziora są zasilane w wodę przez opady deszczu i przepływające przez ten teren rzeki z Santa Rosą i Arenillasem na czele. Otrzymują także przy pomocy podziemnych kanałów dostawy słonawej wody z zatoki Guayaquil, co miejscami powoduje silne zasolenie gleby. Jeziora położone są na obszarze oddziaływania klimatu tropikalnego. Średnia roczna temperatura powietrza wynosi 28 °C. Pora deszczowa przypada na miesiące zimowe i przynosi ze sobą znaczny wzrost poziomu wody. Powodzie w rejonie La Tembladery utrzymują się przez długi okres, co ma związek z równinnym ukształtowaniem terenu.

## Fauna
Nad jeziorami stwierdzono występowanie ok. 80 gatunków ptaków, z których 24 są endemiczne. Należą do nich gołąbeczek szarawy (Columbina buckleyi), wróbliczka zielonolica (Forpus coelestis) oraz garncarz jasnonogi (Furnarius leucopus). Ponadto, na obszarze tym żyją między innymi: fregaty wielkie (Fregata magnificens), długoszpony krasnoczelne (Jacana jacana), czarnobłyski peruwiańskie (Dives warczewiczi), czakalaki rudogłowe (Ortalis erythroptera) i zagrożone wyginięciem stadniczki siwolice (Brotogeris pyrrhoptera).
W wodach La Tembladery występuje 21 gatunków ryb, w tym tilapia mozambijska (Oreochromis mossambicus) i akara pomarańczowopłetwa (Andinoacara rivulatus). W jeziorach żyją też rakowce z gatunku Cherax quadricarinatus, kajmany okularowe (Caiman crocodilus) oraz żółwie z rodziny skorpuchowatych (Chelydridae). W okolicach jezior stwierdzono także występowanie 20 gatunków ssaków.

## Flora
Powierzchnia wody jest w 75% pokryta roślinnością wodną. Do najbardziej rozpowszechnionych w tym miejscu gatunków należą eichornia gruboogonkowa (Eichhornia crassipes) i pistia rozetkowa (Pistia stratiotes). W pobliżu brzegów jezior i na obszarach zalewowych rośnie pałka szerokolistna (Typha latifolia), zaś poza nimi powszechnie występują marantowate (Marantaceae) i obrazkowate (Araceae). Spośród rodzimych drzew spotyka się koralodrzewy i jadłoszyny baziowate.

## Gospodarka
Okolice jezior są wykorzystywane rolniczo. Hoduje się tam pomidory, paprykę, arbuzy, ryż i mango. W pobliżu znajdują się także plantacje bananów. La Tembladera ma duże znaczenie dla rozwoju rolnictwa w tym regionie. Woda retencjonowana na tym obszarze na długo po zakończeniu pory deszczowej, jest wykorzystywana do nawadniania pól. Na obszarach zalewowych poza porą deszczową uprawia się natomiast rośliny o krótkim okresie wegetacji. Stosunkowo małe znaczenie odgrywa rybołówstwo. Ryby łowi się na sieci skrzelowe, a następnie sprzedaje na targach w Santa Rosa i Machali.

## Turystyka
Turystyka w rejonie La Tembladery rozwija się od 2010 roku, kiedy to powstał Międzynarodowy Port Lotniczy Santa Rosa. W 2016 roku nad jednym z jezior wzniesiono nabrzeże turystyczne. W regionie rozwija się kajakarstwo, birdwatching i ekoturystyka. Począwszy od 2015 roku możliwe stało się też wynajęcie lokalnego przewodnika do podróży przez obszar La Tembladery.